# Samuel Cottiby
Pour les articles homonymes, voir Cottiby.
Samuel Cottiby, né vers 1630 à Poitiers et mort en 1687 à Saint-Maixent, est un pasteur protestant converti au catholicisme.

## Biographie
Samuel étudia la théologie et fut reçu ministre à l’âge de 22 ans. À la mort de son père, Jacques Cottiby, pasteur au temple protestant de Poitiers, il fut appelé à desservir l’église de sa ville natale et, quoique fort jeune, acquit bientôt une grande réputation comme orateur. Sa facilité d’élocution l’avait fait surnommer « Bouche d’Or » par ses admirateurs.
La véhémence de son zèle faillit dans une circonstance lui attirer de fâcheuses affaires. Anne Violette, qui appartenait à son troupeau, étant tombée malade et ayant été portée à l’hôpital, un moine augustin entreprit de la convertir, et dans un moment de délire, il lui arracha la promesse de changer de religion. Averti de ce qui se passait, Cottiby courut à l’hôpital et engagea avec le moine une si violente dispute, que le maire dut intervenir pour mettre un terme au scandale. Les clameurs des deux antagonistes avaient redoublé le délire de la malade qui continuait à crier qu’elle était damnée. Le maire conclut de là qu’elle voulait abjurer, mais l’abjuration ne dissipa pas les terreurs de la malade.
Cottiby fut désigné dans un colloque tenu à Couhé, en 1653, pour succéder à son père. La conduite de Cottiby donna plus d’une fois prise à la médisance; le peuple fit sur lui des chansons, et on adressa au synode national de Loudun un pamphlet intitulé : « Un ministre charitable », imprimé à Saumur et dirigé contre le pasteur de Poitiers. Les catholiques, qui l’attaquaient ainsi, à tort ou à raison, ne devaient pas tarder à l’exalter : se trouvant en 1659 au synode national de Loudun, Cottiby eut occasion d’entendre le P. Adam, jésuite, qui était venu dans cette ville faire des prédications. Ils conférèrent ensemble et la conséquence en fut que Cottiby se décida à changer de religion. Le synode ayant indiqué un jeûne général pour le 25 mars 1660, le ministre choisit ce jour pour abjurer. Le jour même, il adressa au consistoire une lettre dans laquelle, s’il s’était borné à une simple exposition de ses raisons, il n’aurait fait que se conformer à l’usage, mais il couronna son apostasie en accusant ses anciens frères de consacrer à la pénitence un temps où tous les Français devaient se réjouir à l’occasion de la paix des Pyrénées, signée l’année précédente, et du mariage de Louis XIV. Daillé se chargea de réfuter Cottiby au consistoire, et la réplique de son adversaire, intitulée Réplique à la lettre de M. Daillé, ministre de Charenton, par M. de Cottiby, ci-devant ministre de MM. de la R. P. R. de Poitiers, sur le sujet de sa conversion, Poitiers, 1661, in-12, lui donna lieu d’écrire un second traité, qui resta sans réponse.
Cottiby fit son abjuration solennelle avec beaucoup d’éclat entre les mains de l’évêque de Poitiers, à la porte de la cathédrale, en présence de plus de dix mille personnes. Lorsqu’il fut présenté au roi, aux reines et à Mazarin, lors de leur passage à Poitiers le 4 juillet de la même année, « tous lesquels luy firent beaucoup d’honneur et de caresses et le congratulèrent de son heureuse conversion ». Le clergé romain espérait beaucoup de cette conversion. Il fut trompé dans son attente : à l’exception de ses fils, dont il confia l’éducation dès leur bas âge aux jésuites, Cottiby ne parvint à convertir ni sa femme, Élisabeth Rivet, qui, malgré les insultes de ses fils, resta protestante, ni personne de sa famille.
La récompense de son apostasie se faisant attendre, il se retira près de Saint-Maixent dans un petit domaine qui appartenait à sa femme. Pour prix de sa conversion, il fut pourvu, en 1662, une charge d’avocat du roi au présidial de La Rochelle. Chaque année, il se rendait dans cette ville pour prononcer une harangue d’apparat à l’ouverture du palais, puis il s’empressait de retourner passer le reste du temps à Saint-Maixent. Il mourut, selon Dreux du Radier, des suites d’une chute qu’il avait faite en descendant dans sa cave. Les écrivains protestants disent qu’il se livrait avec fureur à la passion du jeu. Dreux du Radier prétend qu’on le calomnie ; mais il ne produit rien qui détruise cette accusation.
Après la révocation de l’Édit de Nantes, ses parents, restés fidèles à leur foi, et qui avaient continué à habiter Poitiers, où ils s’étaient enrichis dans le commerce et la banque, donnèrent beaucoup de peine à convertir, et quelques-uns préférèrent émigrer.
On a de lui qu’un discours imprimé sous ce titre : Sermon prononcé au synode de Niort, 1656; sur la copie imprimée à Charenton, Niort, 1657, in-8°, qu’il publia à la demande de la duchesse de la Trimouille.

## Sources
- E. Haag, La France protestante : ou Vies des protestants français qui se sont fait un nom dans l’histoire depuis les premiers temps de la réformation jusqu’à la reconnaissance du principe de la liberté des cultes par l’Assemblée nationale, t. 4, Joël Cherbuliez, 1846-1859, 560 p. (lire en ligne), p. 77-8.
- Auguste-François Lièvre, Histoire des protestants et des Églises réformées du Poitou, t. 3, Paris, Grassart, 1859, 375 p. (lire en ligne), p. 78-9.
- Alfred Richard, Les Œuvres de Jean Drouhet, Poitiers, E. Druineaud, 1878, 216 p. (lire en ligne), p. 147.